# Římskokatolická farnost Bohumín-Nový Bohumín
Římskokatolická farnost Bohumín-Nový Bohumín je farnost římskokatolické církve v děkanátu Karviná ostravsko-opavské diecéze. Farním kostelem je kostel Božského srdce Páně v Novém Bohumíně.

## Historie
V roce 1895 byl slavnostně vysvěcen kostel Božského srdce Páně. Slavnostně vysvěcen byl 7. června 1896 vratislavským kníže-biskupem Georgem Koppem. V roce 1898 byla v Novém Bohumíně zřízena expozitura a od roku 1900 se stala samostatnou.
Po první světové válce Bohumín zůstal na území Československa, ale nadále podléhal vratislavské arcidiecézi, pod zvláštním úřadem, který byl pro tento účel zřízen, Knížebiskupský komisariát niský a těšínský. V době okupace Polskem (1938) byla farnost zařazena pod diecézi katovickou a od 1. ledna 1940 zpět pod diecézi vratislavskou. V roce 1947 byla vytvořena apoštolská administratura v Českém Těšíně podřízená přímo Svatému stolci. V roce 1978 byla oblast administratury podřízená olomoucké arcidiecézi. V roce 1996 byla zařazena pod novou diecézi ostravsko-opavskou.

## Fara
Budova fary je postavena z režného zdiva (červených pálených cihel) v novogotickém slohu. V roce 2015 byla provedena modernizace vytápění.
Římskokatolická farnost Nový Bohumín zpravuje farní kostel Božského srdce Páně, filiální kostel Panny Marie Sedmibolestné ve Skřečoni a filiální kapli Jména Panny Marie.